# Сима Тројановић
Сима Тројановић (Шабац, 2. фебруар 1862 — Београд, 21. новембар 1935) био је етнолог и први српски школовани антрополог, управник Етнографског музеја у Београду, професор Универзитета у Скопљу и дописни члан Српске краљевске академије.

## Биографија
Рођен је у Шапцу 1862. године у трговачкој породици. Отац му је био пореклом из Битоља, а мајка из Срема. Школу је завршио у Шапцу и Винковцима. Матурирао је у Швајцарској, а у Немачкој је студирао природне науке. Одбранио је докторску дисертацију на Универзитету у Хајделбергу 4. августа 1885. године, на групи за биологију са антропологијом.
Почео је да ради као учитељ немачког језика у Нижој гимназији у Чачку 1886. године. После тога је прешао у Лозницу, а од 1894. је радио у Трећој београдској гимназији. Добио је одобрење и 1898. отишао на двогодишње студије етнологије и физичке антропологије у Бечу, Минхену и Прагу. Када се вратио постављен је 1901. године за управника новооснованог Етнографског музеја у Београду. Био је кустос и управник Етнографског музеја до 1921. године када је изабран за редовног професора етнографије на Филозофском факултету Универзитета у Скопљу.
У српској антропологији није оставио пуно трага, пошто је у оквиру својих широких интересовања приоритет дао етнологији. Његови антрополошки радови се по садржају могу поделити у неколико група: Чланци и расправе о телесним карактеристикама људи на преласку из 19. у 20. век, као и о биоантрополошким процесима становништва (брахикранизација нпр.), о остацима фосилног човека, вештачком обликовања главе, о трепанацијама код становника Србије и Црне Горе. Затим следе радови о народној медицини као и о исхрани народа. Радови о улози ватре, о погребним и жртвеним обичајима спадају у посебну групу и не излазе из оквира етнологије, односно културне антропологије. Радови Симе Тројановића имају трајну вредност за српску антропологију.
Изабран је за дописног члана Српске краљевске академије 19. фебруара 1921. године.

## Радови
- Тројановић, С.: Старинска српска јела и пића, Етнографски зборник Српске краљевске академије, II, Београд 1896.
- Тројановић, С.: Ватра у животу и обичајима српског народа, Етнографски зборник Српске краљевске академије, 19, Београд 1930.